# Doll Domination
Doll Domination è il secondo album del gruppo femminile statunitense, Pussycat Dolls. L'album è stato pubblicato in diversi Paesi il 23 settembre, tra cui gli Stati Uniti; ha inoltre debuttato alla posizione numero 4 della Billboard 200, vendendo 79 000 copie nella prima settimana.

## Produzione
Le tracce del disco sono state prodotte e/o scritte, tra gli altri, da R. Kelly, Timbaland, Ne-Yo, Scott Storch, Rodney Jerkins, Kara DioGuardi, Stefanie Ridel, ecc.
Ognuna delle Dolls canta una canzone da solista in un altro disco contenuto nell'edizione deluxe dell'album. Come con il precedente album, PCD, è Nicole Scherzinger l'unica del gruppo ad avere contribuito alla composizione di alcuni brani, è inoltre sempre lei la voce principale, con l'unica eccezione di Melody Thornton che occasionalmente partecipa come seconda voce.
Sono inoltre presenti anche tre canzoni che erano state scritte per l'album da solista della Scherzinger, Her Name Is Nicole, progetto temporaneamente accantonato.

## Promozione
Il 20 maggio 2008 le Pussycat Dolls hanno eseguito il loro nuovo singolo When I Grow Up al Jimmy Kimmel Live!, nuovamente il 1º giugno agli MTV Movie Awards e una terza volta a So You Think You Can Dance il 12 giugno.
La leader del gruppo Nicole Scherzinger è apparsa al programma Pussycat Dolls Present: Girlicious, cantando la canzone Just Say Yes. Quest'ultima doveva essere inclusa nell'album da solista della cantante, in seguito è girata la voce che sarebbe stata inserita in Doll Domination, ma in realtà la canzone non è mai stata pubblicata.
Le Pussycat Dolls si sono anche esibite ad un Wal-Mart Souncheck cantando cinque canzoni, tra cui I Hate This Part e Don't Cha.

## World Domination Tour
Le Pussycat Dolls, per promuovore l'album, si sono imbarcate in un tour mondiale partito il 18 gennaio. Il tour ha raggiunto l'Europa, in America, invece, le Dolls si esibiscono nel numero di apertura di ogni spettacolo del tour di Britney Spears The Circus Starring: Britney Spears. A maggio si sposteranno in Australia e poi in Asia. Durante le tappe nel Regno Unito, le Pussycat Dolls sono state affiancate da Lady Gaga che le seguirà anche in Australia; nel corso delle altre date europee del tour era presente Ne-Yo per l'esibizione di apertura.

## Singoli
Il primo singolo, When I Grow Up, è stato pubblicato il 10 luglio 2008; When I Grow Up ha raggiunto la posizione numero 9 della Billboard Hot 100, la seconda in Australia e la terza nel Regno Unito. È stata pubblicata il 9 settembre 2008 per il mercato americano la canzone Whatcha Think About That, alla quale partecipa Missy Elliott. La canzone è stata diffusa su ITunes in contemporanea all'uscita mondiale del disco. È in seguito diventato il singolo meno riuscito del gruppo, essendo anche l'unico singolo a non essere entrato nella Billboard Hot 100.

Inoltre è stato pubblicato come doppio singolo la ballata I Hate This Part, ma solo per il mercato europeo.

## Tracce
1. When I Grow Up – 4:05 (Rodney Jerkins, Theron Thomas, Timothy Thomas, Jim McCarty, Paul Samwell-Smith)
2. Bottle Pop (feat. Snoop Dogg) – 3:30 (Sean Garrett, Fernando Garibay, Nicole Scherzinger)
3. Whatcha Think About That (feat. Missy Elliott) – 3:48 (Jamal Jones, Esther Dean, Missy Elliott, Mickael Furnon)
4. I Hate This Part – 3:38 (Wayne Hector, Lucas Secon, Jonas Jeberg, Mich Hansen)
5. Takin' Over the World – 3:34 (Jesse Woodard, Tiffany Gouche, Davion Faris, Danniel Farris, Myles Sims, Emmanuell Chisolm, Daniel Groover)
6. Out of This Club – 4:08 (R. Kelly, Jamal Jones)
7. Who's Gonna Love You – 3:59 (Nicole Scherzinger, Jamal Jones, Kara DioGuardi)
8. Happily Never After – 4:48 (Shaffer Smith, Shea Taylor)
9. Magic – 3:41 (Timothy Mosley, Jerome "J-Roc" Harmon, Ezekiel Lewis, Balewa Muhammad, Patrick "J. Que" Smith, Candice Nelson)
10. Halo – 5:24 (Timothy Mosley, Jerome "J-Roc" Harmon, Ezekiel Lewis, Balewa Muhammad, Patrick "J. Que" Smith, Candice Nelson)
11. In Person – 3:35 (Timothy Mosley, Jerome "J-Roc" Harmon, Ezekiel Lewis, Balewa Muhammad, Patrick "J. Que" Smith, Candice Nelson)
12. Elevator – 3:41 (Rodney "Darkchild" Jerkins, Crystal Johnson)
13. Hush Hush – 3:48 (Andreas Romdhane, Josef Larossi, Ina Wroldsen, Nicole Scherzinger)
14. Love the Way You Love Me – 3:20 (Chauncey Hollis, Jesse Woodard, Kara DioGuardi, Kasia Livingston)
15. Whatchamacallit – 4:19 (Timothy Mosley, Jerome "J-Roc" Harmon, Ezekiel Lewis, Balewa Muhammad, Patrick "J. Que" Smith, Candice Nelson)
16. I'm Done – 3:18 (Stefanie Ridel, Tommy Lee James, Ashlyne Huff)

Edizione deluxe
1. If I Was a Man – 3:31 (Stefanie Ridel, Miriam Nervo, Olivia Nervo, Michael Smith)
2. Space – 3:07 (Andrew Frampton, Jack Kugell, Jamie Jones, Jason Pennock)
3. Don't Wanna Fall In Love – 3:21 (Jane Child)
4. Played – 3:19 (Steve Diamond, Robbie Nevil)
5. Until U Love U – 3:38 (Diane Warren)

### Tracce bonus
| #  | Canzone                                 | Artista partecipante  | Produttori e scrittori                                             | Durata |
| -- | --------------------------------------- | --------------------- | ------------------------------------------------------------------ | ------ |
| 1. | "Baby Love (J.R. Rotem Remix)"          | will.i.am             | Nicole Scherzinger, William Adams, Kara DioGuardi & Keith Harris   | 3:58   |
| 2. | "Lights, Camera, Action"                | New Kids on the Block | Polow da Don                                                       | 3:46   |
| 3. | "Perhaps, Perhaps, Perhaps"             |                       | Osvaldo Farrés, Joe Davis                                          | 2:14   |
| 4. | "When I Grow Up (Junior Caldera Remix)" |                       | R. Jerkins, Theron & Timothy Thomas, J. McCarty & P. Samwell-Smith | 3:30   |

## Re-release
Le Pussycat Dolls hanno prodotto due album dopo la pubblicazione di Doll Domination:

## Doll Domination 2.0
In un'intervista pubblicata su Billboard ad aprile, Nicole Scherzinger aveva dichiarato che l'album sarebbe stato ripubblicato con delle nuove tracce. Tutte le nuove canzoni sono state pubblicate su iTunes prima dell'effettiva pubblicazione del disco. Doll Domination 2.0 includerà, oltre alla tracklist originale, "Jay Ho! (You Are My Destiny)", "Top of the World" e "Painted Windows". La canzone "Hush Hush" verrà sostituita dalla versione eseguita durante il tour.

### Doll Domination - the Mini Collection
Doll Domination - the Mini Collection è il titolo di una ripubblicazione di Doll Domination 2.0. Il disco è stato pubblicato esclusivamente nel Regno Unito il 27 aprile del 2009, ed il contenuto è lo stesso di Doll Domination 2.0, solamente registrato in versione "sintetizzata".

#### Tracce
1. Jai Ho! (You Are My Destiny) (con A. R. Rahman)–3:46
2. When I Grow Up – 4:04
3. Whatcha Think About That (con Missy Elliott) – 3:48
4. Painted Windows – 3:34
5. I Hate This Part – 3:39
6. Hush Hush – 4:14

### Versione australiana
1. "When I Grow Up"
2. "I Hate This Part"
3. "Hush Hush" (Up-tempo Remix, remix del Tour)
4. "Halo"
5. Bottle Pop" (featuring Snoop Dogg)
6. "Takin' Over the World"
7. "I'm Done"

#### Tracce bonus
1. "Painted Windows"
2. "Top of the World"
3. "Jai Ho! (You Are My Destiny)" (featuring A.R. Rahman)

### Versione internazionale
1. "When I Grow Up"
2. "Bottle Pop" (featuring Snoop Dogg)
3. "Whatcha Think About That" (featuring Missy Elliott)
4. "I Hate This Part"
5. "Takin' Over The World"
6. "Out Of This Club" (featuring R. Kelly & Polow da Don)
7. "Who's Gonna Love You"
8. "Happily Never After"
9. "Magic"
10. "Halo"
11. "In Person"
12. "Elevator"
13. "Hush Hush"
14. "Love The Way You Love Me"
15. "Whatchamacallit"
16. "I'm Done"
17. "Jai Ho! (You Are My Destiny) [Featuring A.R. Rahman]"
18. "Top Of The World"
19. "Painted Windows"

#### Traccia bonus: versione tedesca
1. "Takin' Over the World" (Remix We Love to Entertain You, del canale televisivo Pro7)

## Classifiche
| Classifica (2008)  | Posizione massima |
| ------------------ | ----------------- |
| Australia          | 4                 |
| Austria            | 16                |
| Belgio (Fiandre)   | 17                |
| Belgio (Vallonia)  | 22                |
| Canada             | 3                 |
| Europa             | 8                 |
| Finlandia          | 38                |
| Francia            | 16                |
| Germania           | 10                |
| Irlanda            | 6                 |
| Italia             | 57                |
| Messico            | 55                |
| Nuova Zelanda      | 8                 |
| Paesi Bassi        | 24                |
| Polonia            | 32                |
| Portogallo         | 25                |
| Regno Unito        | 4                 |
| Russia             | 1                 |
| Spagna             | 38                |
| Svizzera           | 7                 |
| U.S. Billboard 200 | 4                 |

## Date di pubblicazione di Doll Domination
| Data              | Regione       |
| ----------------- | ------------- |
| 19 settembre 2008 | Paesi Bassi   |
| 19 settembre 2008 | Germania      |
| 19 settembre 2008 | Irlanda       |
| 20 settembre 2008 | Australia     |
| 22 settembre 2008 | Regno Unito   |
| 22 settembre 2008 | Italia        |
| 22 settembre 2008 | Nuova Zelanda |
| 22 settembre 2008 | Hong Kong     |
| 23 settembre 2008 | Stati Uniti   |
| 23 settembre 2008 | Spagna        |
| 23 settembre 2008 | Canada        |
| 23 settembre 2008 | Portogallo    |
| 25 settembre 2008 | Thailandia    |
| 26 settembre 2008 | Taiwan        |
| 29 settembre 2008 | Francia       |
| 29 settembre 2008 | Brasile       |
| 29 settembre 2008 | Messico       |
| 15 ottobre 2008   | Giappone      |
| 2 novembre 2008   | Venezuela     |
| 21 novembre 2008  | Italia        |

- 5 In Italia sono state pubblicate entrambe le versioni sia digitalmente che nei negozi di dischi